# Neomonodontaceae
Famille
Les Neomonodontaceae sont une famille d'algues de l'embranchement des Ochrophyta  de la classe des Eustigmatophyceae et de l’ordre des Eustigmatales.
Ce sont principalement des algues coccoïdes d'eau douce, certains genres sont communs dans les habitats terrestres, voire marins.

## Étymologie
Le nom vient du genre type Neomonodus, de neo, nouveau et monodus, en référence au Monodus, ancien nom du Monodopsis, genre type de la famille des Monodopsidaceae.

## Systématique
La création en 2020 de la famille des Neomonodaceae qui comprend, en plus des Pseudellipsoidion (genre créé en 2001), trois autres dont le genre type Neomonodus, a eu pour but de résoudre l'histoire taxonomique complexe d'un genre nommé à l'origine Monodus.
En même temps que la famille, les genres Characiopsiella et Munda furent créés,  pour accueillir des représentants supplémentaires du genre polyphylétique Characiopsis (Characiopsis, Borzì, 1895, genre actuellement intégré à la classe des Xanthophyceae et la famille des Characiopsidaceae).

## Liste des genres
Selon AlgaeBase (20 février 2022) :
- Characiopsiella R.Amaral et al., 2020
- Munda R.Amaral et al., 2020
- Neomonodus R.Amaral et al., 2020
- Pseudellipsoidion J.Neustupa & Y.Nemková, 2001